# Katin (film)
Katin (poljsko Katyń) je poljski zgodovinsko-dramski film iz leta 2007, ki ga je režiral Andrzej Wajda in zanj tudi napisal scenarij skupaj z Przemysławom Nowakowskim po knjigi Post mortem. Katyń. Opowieść filmowa Andrzeja Mularczyka. V glavnih vlogah nastopajo Maja Ostaszewska, Danuta Stenka, Artur Żmijewski in Paweł Małaszyński. Zgodba prikazuje katinski pokol.
Film je bil premierno prikazan 21. septembra 2007 v poljskih kinematografih. Kot poljski kandidat je bil nominiran za oskarja za najboljši mednarodni celovečerni film na 80. podelitvi. Skupno je prejel štirinajst nagrad in dvanajst nominacij na svetovnih filmskih festivalih, tudi nagrado občinstva na Ljubljanskem mednarodnem filmskem festivalu 2008.

## Vloge
- Andrzej Chyra kot Jerzy
- Artur Żmijewski kot Andrzej
- Maja Ostaszewska kot Anna
- Wiktoria Gąsiewska kot Weronika
- Władysław Kowalski kot Jan,
- Maja Komorowska kot Maria
- Jan Englert kot general
- Danuta Stenka kot Róża
- Sergei Garmash kot kapitan Popov
- Agnieszka Kawiorska kot Ewa
- Stanisława Celińska kot Stasia
- Paweł Małaszyński kot Piotr Baszkowski
- Magdalena Cielecka kot Piotrova sestra
- Agnieszka Glińska kot Piotrova sestra
- Anna Radwan kot Elżbieta
- Antoni Pawlicki kot Tadeusz
- Alicja Dąbrowska kot igralka
- Jakub Przebindowski kot kurat
- Krzysztof Globisz kot zdravnik
- Oleh Drach kot komisar
- Jacek Braciak kot Klin